# لیگ ملی ۳
لیگ ملی ۳ (انگلیسی: Championnat National 3) پنجمین سطح لیگ فوتبال در کشور فرانسه است.

## سیستم برگزاری
در لیگ ملی ۳ معمولاً ۱۵۴ باشگاه وارد رقابت می‌شوند و بر اساس سیستم صعود و سقوط با لیگ ملی ۲ و لیگ‌های منطقه‌ای عمل می‌کند. فصل‌ها از اوت تا مه اجرا می‌شوند و تیم‌هایی در یازده گروه ۲۶ بازی انجام می‌دهند که مجموعاً ۲۰۰۲ بازی در این فصل انجام می‌شود. بیشتر بازی‌ها در روزهای شنبه و یکشنبه انجام می‌شوند و تعداد کمی از بازی‌ها در شب‌های روزهای هفته انجام می‌شوند. بازی به‌طور منظم آخر هفته قبل از کریسمس به مدت دو هفته قبل از بازگشت در هفته دوم ژانویه متوقف می‌شود.
در پایان هر فصل، برنده هر گروه به لیگ ملی ۲ صعود می‌کند. اگر یکی از برندگان گروه از صعود جلوگیری کند، یا انتخاب کند که صعود نکند، بهترین تیم بعدی در گروه که واجد شرایط هستند جایگزین می‌شوند. . حداقل سه تیم آخر هر گروه به لیگ منطقه ای سقوط می‌کنند. بسته به اینکه تیم‌های سقوط کرده از لیگ ملی ۲ در فصل بعد وارد کدام گروه‌های منطقه ای شوند، مکان‌های سقوط اضافی نیز اضافه خواهد شد.